# William Petty
Sir William Petty (født 27. maj 1623 i Romsey, Hampshire, død 16. december 1687 i London) var en engelsk økonom, statistiker og filosof, oldefar til William Petty, 1. Marquess af Lansdowne.
Petty drog allerede i en alder af 15 år i handels- og studieformål til Normandiet, studerede senere på de nederlandske og franske skoler og blev i 1648 professor i anatomi ved Oxford Universitet og derefter embedslæge i Irland (generalkirurg for hæren), hvor det blev han pålagt at sørge for en opmåling og fordeling af konfiskerede irske godser. Han havde flere andre kontorer, især i Irland, sluttede sig til restaurering i 1660, og blev slået til ridder af Charles 2. af England.
Petty, der opbyggede en betydelig formue i jordspekulation og succesfuld skibsbygning, deltog i dannelsen af Royal Society. Inden for statistik udviklede han den nøjagtige, numeriske metode inden for samfundsvidenskab, en metode som han navngav politisk aritmetik.
I økonomi var Petty en forløber for den induktive statistisk metode; han må afgjort betegnes som merkantilist, selv om han undertiden afveg fra de merkantilistiske synspunkter, for eksempel fra den mere primitive merkantile opposition til eksport af ædelmetaller. I estimeringen af arbejdskraft foregreb han Adam Smith i meget, således værditeorien, hvor han mente, at et objekts værdi helt er afhængig af den mængde arbejde, som dens fremstilling krævede, og i husleje, hvor han så en overskudsindkomst, men ikke synes at have haft nogen idé om den faldende jordens produktivitet. Samtidig, at han var en glødende tilhænger af fuld religionsfrihed, havde han formentlig under indflydelse af Thomas Hobbes, erhvervede udtalte sympatier for en stærk centralistisk stat system.
Hans Treatise on Taxes and Contributions (1662) afgiver et værdifuldt bidrag til beskatningslærens historie. En række Essays in Political Arithmetic, udgivet mellem 1671 og 1687, har betydning som righoldige kilder for sociologiske kendsgerninger vedrørende befolkningsforholdene i samtiden, og Political Survey or Anatomy of Ireland (1672) er ved sin mærkelig indgående statistiske redegørelse for landets ejendomsforhold et historisk dokument af rang.
Petty udgav en forbedret redaktion af sin ven John Graunts grundlæggende skrift Natural and Political Observations upon the Bills of Mortality (1662, femte udgave 1676), hvis forfatterskab af den grund undertiden er tilskrevet Petty selv. Hans ideal var at gøre den "politiske aritmetik" til en eksakt videnskab, hans metode var den direkte iagttagelse og den nøjagtige opsummering af ordnede fakta. Petty interesserede sig først og fremmest for at finde befolkningens fordoblingsperiode, som han efter ret fantastiske beregninger anslog til 40 år. Petty prøvede også på forskellige måder at beregne Londons folkemængde, som han 1686 ansatte til 650 à 700.000 indbyggere.